# Ledyard (Iowa)
Pour les articles homonymes, voir Ledyard.
La ville de Ledyard est une localité du comté de Kossuth, situé dans l’Iowa, aux États-Unis. Elle comptait 147 habitants lors du recensement de 2000. 

## Démographie
Selon le recensement de 2000, il y avait 147 habitants, 73 ménages et 42 familles résidant dans la ville. La densité de population était de 173,1 habitants par km2. La composition raciale était composée à 99,32 % de blancs.